# Polyommatus discreta
Polyommatus discreta är en fjärilsart som beskrevs av Tutt 1910. Polyommatus discreta ingår i släktet Polyommatus och familjen juvelvingar. Inga underarter finns listade i Catalogue of Life.